# David Di Michele
David Di Michele mais conhecido como Di Michele (Guidonia Montecelio, 6 de janeiro de 1976) é um ex-futebolista italiano que atualmente treina o Lupa Roma.